# Tomarctus
Tomarctus je dávno vymřelý druh psovité šelmy z podčeledi Borophaginae. Žil v období raného až středního miocénu, asi před 23 až 13 miliony let. V současnosti jsou rozeznávány dva druhy tohoto rodu, Tomarctus brevirostris a Tomarctus hippophaga (popsán roku 1909). Fosilie této dávné šelmy byly objeveny na mnoha místech Severní a Střední Ameriky, od Panamy na jihu až po Kanadu na severu. Šlo zřejmě o predátory, schopné drtit silnými čelistmi kosti své kořisti a přitom se živit příležitostně i ovocem nebo částmi rostlin.